# Maguy Kabamba
Maguy Rashidi-Kabamba (n. 3 august 1960, Fizi, Zair) este o traducătoare și scriitoare din congoleză.
A urmat liceul Wima din Bukavu, apoi liceul Motema Mpiko din Kinshasa, luând bacalaureatul în 1978.
A început studiile universitare la Institutul Superior Pedagogic din Lubumbashi, obținând diploma în 1981, în pedagogie aplicată, opțiunea franceză-latină.
A lucrat patru ani la Kipushi și Lubumbashi, după care a decis să-și continue studiile. S-a încris la programul de traducători franceză-engleză-spaniolă la Ecole d'interprètes internationaux din Mons, Belgia, termiând studiile la Universitaea York din Toronto (Canada).
S-a stabilit inițial la Toronto,împreună cu soțul și cei doi copii. Se preocupă în special de traduceri din literatura africană.
S-a mutat apoi la Sugar Land în Texas, unde lucrează ca traducătoare și porofesoară.

## Scrieri
- La dette coloniale (Datoria colonială), 1995.[2]
- Et la femme se recréa (Și femeia s-a recreat), 1996.[3]